# Grütli

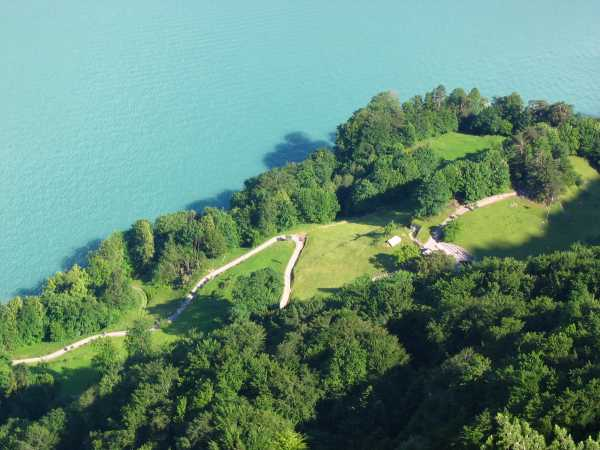
Il Grütli visto da Seelisberg

Il Grütli (in italiano e francese, pronuncia francese /ɡʁytli/, pronuncia italiana /ɡrutli/) o Rütli (in tedesco, pron. /ˈryːtli/) è un prato di circa 5 ettari che si affaccia sul Lago dei Quattro Cantoni, nel territorio del comune di Seelisberg (Canton Uri).

## Storia
Qui, secondo la tradizione, il 1º agosto 1291 fu pronunciato il giuramento di alleanza tra i cantoni Uri, Svitto e Nidvaldo (detti Waldstätte) noto come Patto del Grütli.
Considerato la "culla della Svizzera", il Grütli è un monumento nazionale. Ogni anno, in occasione della Festa nazionale svizzera, celebrata il 1º agosto, vi si svolge una cerimonia commemorativa, alla quale partecipa almeno un membro del Consiglio federale. Da qualche anno questa riunione è al centro delle polemiche, poiché presa di mira da dei gruppi di estremisti nazionalisti, vicini al neonazismo. Durante i festeggiamenti del 1º agosto 2007 un piccolo ordigno interrato nel prato è esploso, ma senza conseguenze per i partecipanti. A scopo cautelativo la polizia ha fatto allontanare la Presidente della Confederazione Micheline Calmy-Rey.
Il Grütli può essere raggiunto solo a piedi: dal basso, ossia dalle rive del lago, dove si trova un attracco per battelli, o dall'alto, ossia dal comune di Seelisberg.
Il "praticello" ("praticello del Grütli" è l'espressione corrente nel Canton Ticino) ha potuto essere conservato grazie all'intervento della Società svizzera di utilità pubblica, che nel 1859 acquistò l'appezzamento per offrirlo alla Confederazione. La Società ne conserva la gestione, e amministra un sito internet apposito.
Sul Grütli, il 25 luglio 1940, in occasione della mobilitazione generale dell'esercito svizzero, il generale Henri Guisan tenne il rapporto noto come Rapporto del Grütli.
Dal 1991, il Grütli è diventato anche il punto di partenza della Via Svizzera, un tracciato escursionistico creato per celebrare il 700º anniversario della Confederazione.